# Martin Jordan (Politiker)

Martin Jordan

Martin Jordan (* 17. Oktober 1897 in Markneukirchen; † 19. Mai 1945 in Plauen) war ein deutscher Reichstagsabgeordneter der NSDAP.

## Leben
Nach dem Besuch der Bürgerschule seiner Heimatstadt im Vogtland ging Jordan an die Höhere Abteilung der Öffentlichen Handelslehranstalt nach Leipzig, um eine kaufmännische Lehre aufzunehmen. Am Ersten Weltkrieg nahm er teil und geriet als Vizefeldwebel in englische Kriegsgefangenschaft, aus der er 1919 entlassen wurde. Nach Rückkehr in den Musikwinkel erlernte er den Bau von Gitarren und Geigen und wurde als Kaufmann Teilhaber eines Musikinstrumentenbauunternehmens in Markneukirchen. Jordan heiratete 1924.
1922 trat er in die NSDAP ein und schloss sich der neu gegründeten Partei wieder zum 19. Juni 1925 an (Mitgliedsnummer 8.207). Er wurde Ortsgruppenleiter, SA-Führer und Stadtverordneter in Markneukirchen, wo die NSDAP bald die stärkste Fraktion im Stadtrat wurde und für mehrere Tumultszenen sorgte. Jordan stieg zum Reichspropagandaleiter der Hitlerjugend und Gauredner auf. 1929 wurde Jordan Kreisleiter der NSDAP in Auerbach/Vogtl. und Bezirkstagsabgeordneter. Im Juli 1932 erwarb er im Wahlkreis 30 (Chemnitz-Zwickau) für die NSDAP ein Reichstagsmandat. Mitglied des Reichstages blieb er bis Mai 1945.